# Sandbaai
Sandbaai è una località costiera sudafricana affaciata sull'oceano Indiano nella provincia del Capo Occidentale nei pressi della cittadina di Hermanus, la principale località turistica balneare della zona.